# 三輪明日美
三輪 明日美（みわ あすみ、1982年3月12日 - ）は、日本の女優。有限会社Breath所属。女優の三輪ひとみは実姉であり、元女優の三輪恵未は実妹である。神奈川県横浜市出身。神奈川県立東金沢高校（現金沢総合高校）卒業。

## 略歴
中学生時代に、姉のひとみに触発されてアルバイトとして映画やテレビドラマなどのエキストラの仕事を経験。1996年に住宅・都市整備公団（現都市再生機構）のCMで本格的に芸能界デビュー、1998年にスクリーンデビュー作であり、庵野秀明監督の実写処女作でもある『ラブ&ポップ』に主演、第20回ヨコハマ映画祭最優秀新人賞を受賞し、2004年公開のフル3DCGアニメ映画『APPLESEED』では、主人公デュナンのモーションアクトレスの1人（三輪は演技部分を担当）を務めた。
プライベートでは、2003年5月に当時42歳の映像作家で飲食店経営も手掛けているという人物と結婚、同年11月に第1子を、2007年11月に第2子（共に女児）を、翌年11月に第3子となる男児を出産している。
2020年ドラマ『相棒』への出演で女優業に復帰。

## 主な出演作品

### 映画・OV・テレビ映画
- ラブ&ポップ(1998年)
- F.I.S.H. 世紀末人形伝説 (1998年)
- 新のぞき屋 援助交際のぞきます (1998年)
- 新のぞき屋 盗聴尾行のぞきます (1998年)
- 新・湘南爆走族 荒くれKNIGHT3 (1998年)
- ガメラ3 邪神覚醒 (1999年)
- 呪怨 (2000年)
- ジョビジョバ イン トラッパー／黄金的六人 (2000年)
- うずまき (2000年)
- 死びとの恋わずらい (2000年)
- マンホール man-hole（2000年） - 鈴木希 役
- ブギーポップは笑わない Boogiepop and Others (2000年)
- 嫌な奴。 Bitch！ (2001年)
- LOVE SONG (2001年)
- 東京マリーゴールド (2001年)
- 最悪 (2001年)
- 走れ!ケッタマシン～ウエディング狂騒曲 (2002年)
- ピンポン (2002年)
- ロックンロールミシン (2002年)
- 17才 (2002年) - 主演・アコ 役 ※猪俣ユキとのダブル主演、企画も担当
- バイオハザード0 (2002年) ※モーションアクトレスとしての出演
- さよなら、クロ (2003年)
- FREESTYLE SHORT MOVIES(2003年)
  - 僕とナオ
  - ストロベリーフィールド
- シリーズ恐怖夜話 episode2 悪魔狩り (2003年)
- Seventh Anniversary(2003年)
- アップルシード (2004年) ※モーションアクトレスとしての出演
- SURVIVE STYLE5+ (2004年)
  - 2．自信過剰なCMプランナーと、人気催眠術師
- ハサミ男(2004年)
- 夜のカフェ (2005年)
- 妖怪大戦争（2005年） - ろくろ首役
- バウムクーヘン (2006年)
- Colors (2006年)
- ドモ又の死 (2007年)
- ネムリバ (2010年)
- 初恋告白部 (2024年) - 山脇光子 役

### TV
- 直子センセの診察日記（1999年、CBC）
- 一絃の琴 第14話～第18話（2000年、NHK）
- 科捜研の女 第3シリーズ 第6話『禁断の花園・女子寮に仕組まれた幽霊騒動』（2001年、ANB）
- 丘をこえて（2001年、北海道テレビ） - 三ツ木玲子 役
- 緑のクリスマス（2002年12月、NHK）
- ドラバラ鈴井の巣『山田家の人々』（2003年、HTB）
- 悪魔狩り（2003年、TVK）
- 怪談新耳袋 第三夜・第31話『ビデオ』（2003年、BS-i）
- 天花（2004年、NHK）
- 課外授業 ようこそ先輩 ※ナレーション
- 星新一ショートショート（2008年、NHK） - 声の出演
- 東京少女ユ・ソルア 第1話『マーメイドの詩』（2009年、BS-i）
- 相棒 Season19 第9話（2020年12月9日、テレビ朝日） - 林早紀 役
- 連続ドラマW ソロモンの偽証（2021年10月3日 - 11月21日、WOWOW）

### CM
- 大塚製薬「カロリーメイト」『ベンチ編』
- 朝日新聞（共演者の稲垣吾郎が不祥事を起こしたために放映打ち切りになった）
- 東日本旅客鉄道（JR東日本）「Suica」『Kioskの恋編』
- サントリー「緑水」
  - 『光の中へ篇』（2002年3月9日から放映） 宮崎あおい、細山田隆人らと共演
  - 『だけど空はあおい篇』（2002年5月25日から放映） 宮崎あおい、細山田隆人らと共演
- NTTドコモ「FOMA」『ハトポッポ編』
- au『それぞれの夏北海道編』　仲間由紀恵と共演
- トヨタ自動車『シーサイドストーリー・安全編』
- キユーピー「深煎りごまドレッシング」『幸せな食卓編』 ※ナレーションのみ

### 写真集・イメージビデオ
※いずれも姉・ひとみとの共演作品である
- ラブ&ポップ 三輪ひとみ+三輪明日美（1997年、アミューズブックス）
- Double PLATINUM（写真集）（2001年、KSS）
- Double PLATINUM（上記の同題の写真集のメイキングビデオ）（VHS版2001年、DVD版2002年、KSS）
- ENTICE（2002年、キングレコード）

### 音楽CD
- あの素晴しい愛をもう一度（キングレコード、映画『ラブ&ポップ』エンディング曲。加藤和彦と北山修による楽曲のカバー）
- LOVE SONG（ソニー・ミュージックエンタテインメント、映画『LOVE SONG』サウンドトラック）